# Pierre-Louis Dupas
Pierre-Louis Dupas (Évian, 13 febbraio 1761 – Thonon-les-Bains, 6 marzo 1823) è stato un generale francese.

## Biografia
Nativo di Évian, in Savoia, allora parte del Regno di Sardegna, il quattordicenne Dupas entrò a far parte dell'esercito sabaudo come semplice soldato e poi venne trasferito come ufficiale al distaccamento genovese.
Entrò quindi nel reggimento svizzero di Château-vieux e con lo scoppio della Rivoluzione Francese prese parte alla folla che assaltò la Bastiglia, entrando quindi a far parte della Guardia Nazionale di Parigi. Lasciando la Guardia Nazionale nell'aprile del 1791, Dupas venne nominato tenente colonnello della Gendarmerie, nella legione ribattezzata "I vincitori della Bastiglia".

### Le guerre rivoluzionarie
Allo scoppio delle guerre rivoluzionarie francesi, Dupas aveva il rango di aiutante maggiore della legione degli Allobrogi, e prese parte con tale corpo all'annessione della Savoia alla Francia, divenendo aiutante del generale Jean François Carteaux, sotto il comando del quale rimase durante l'assedio di Tolone e durante le operazioni dell'armata francese dei Pirenei orientali contro il regno di Spagna sino a quando i due paesi non sottoscrissero una reciproca pace nel 1795.
Nel 1795, Dupas venne assegnato all'Armata d'Italia e si distinse per il suo coraggio nella battaglia di Lodi, a seguito della quale ricevette una spada d'onore, riportando poi diverse ferite nelle battaglie successive della medesima campagna. Prese quindi parte alla campagna francese in Egitto ed in Siria sotto Napoleone col rango di capo battaglione delle Guides, la guardia personale del Bonaparte.
Dupas venne promosso quindi a capo di brigata e dimostrò una condotta degna di nota durante la difesa della cittadella de Il Cairo nel 1800 con solo 200 uomini al suo comando. Durante questa campagna si guadagnò il soprannome di Le général Z'en avant (il generale avanti), per il suo impetuoso stile di comando. Al suo ritorno dall'Egitto, Dupas venne nominato Adjutant Supérieur, colonnello dei mammelucchi della guardia consolar e nel 1803 venne promosso al rango di brigadiere generale.

### Le guerre napoleoniche
Con lo scoppio della guerra della terza coalizione, Dupas ottenne il comando della Grande Armée guidando un epico attacco nel corso della battaglia di Austerlitz, risultando fondamentale con le proprie mosse, spingendo a 5000 russi alla resa. Per questa sua azione, venne promosso generale di divisione prima di prendere parte alla guerra della quarta coalizione del 1806-1807, dove si distinse in particolare nella battaglia di Straslund e nella battaglia di Friedland. Venne creato conte dell'Impero all'inizio del 1809 e combatté poi nella battaglia di Wagram nel luglio di quello stesso anno. Si ritirò quindi dal servizio attivo a causa delle numerose infermità di cui aveva finito per soffrire dopo le numerose ferite in battaglia. Venne richiamato in servizio nel 1813 in occasione della guerra della sesta coalizione, ma venne poi posto definitivamente in pensione nel novembre di quello stesso anno. Si ritirò presso il castello di Ripaille a Thonon-les-Bains, in Savoia, dove riuscì a farsi naturalizzare cittadino sardo da re Carlo Felice; morì il 6 marzo 1823.
Il nome di Dupas è inscritto sotto l'Arco di Trionfo a Parigi ed una sua statua si trova ancora oggi nella città di Évian che gli diede i natali.